# نمایشگاه هنر
نمایشگاه هنر ۱۹۹۶ رمانی به قلم دیوید لیپسکی می‌باشد. داستان آن دربارهٔ دنیای هنر در شهر نیویورک که در آن یک نقاش و پسرش مدتی را در آنجا می‌گذرانند، می‌باشد.

## داستان
نمایشگاه هنر داستان ریچارد و جون فریلی - یک هنرمند نیویورکی و پسر عزیزش را شرح می‌دهد. این رمان که از منظر منتقدان به عنوان اثری شرح حالی تلقی می‌شود، داستان «نقاشها، نقادان، و دلال‌های گالری» را بازگو می‌کند. آغاز کتاب از مجموعه داستان‌های کوتاه لیپسکی به نام سه هزار دلار می‌باشد که روزنامه لس آنجلس تایمز دربارهٔ آن نوشته بود که حاوی «بینش‌های متحیرکننده در دسیسه‌های دنیای هنر نیویورک» می‌باشد.